# Stylisma humistrata
Stylisma humistrata là một loài thực vật có hoa trong họ Bìm bìm. Loài này được (Walter) Chapm. miêu tả khoa học đầu tiên năm 1860.